# Triflubazam
Triflubazam  là một loại thuốc có dẫn xuất 1,5- benzodiazepine, liên quan đến clobazam. Nó có tác dụng an thần và giải lo âu, với thời gian bán hủy và thời gian tác dụng dài.